# Paecilaema bimaculatum
Paecilaema bimaculatum is een hooiwagen uit de familie Cosmetidae.